# Bartolomeo Galletti
Bartolomeo Galletti (Roma, 15 settembre 1812 – Roma, 18 febbraio 1887) è stato un patriota e militare italiano del Risorgimento.
Fu conosciuto più per la sua vita ricca di pettegolezzi che aver avuto un ruolo importante nelle vicende delle guerre d'Indipendenza.

## Biografia
Figlio di Antonio Galletti e Rosa Ruga. Il padre era un importante commerciante romano con vari negozi e proprietà immobiliari nonché detentore della privativa per l'allume per lo stato pontificio.
Alla morto del padre nel 1833 diventò un ricco ereditiere, ed ebbe una giovinezza fatta di lusso e ostentazione con qualche eccesso che gli procurò anche problemi giudiziari. Nel 1842 sposò Anna de Cadilhac, appartenente a una importante famiglia si origine francese.

Dal matrimonio nacquero due figli: Arturo Galletti di Cadilhac (1843-1912), che fu deputato per cinque legislature, senatore per cinque legislature alla Camera, e Maria Luigia (1845-82), morta tragicamente durante il terremoto di Casamicciola.

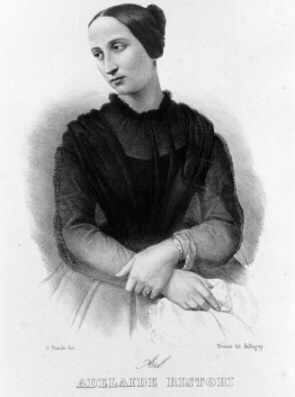
Adelaide Ristori

Nutrendo idee liberali, nel 1848 fu tra i primi ad arruolarsi nella Guardia nazionale e partecipò alla I guerra d'Indipendenza nella Legione inviati da Roma in Veneto. Ebbe il ruolo di colonnello, grazie evidentemente alla sua notorietà in città e pur non avendo alcuna pregressa esperienza militare. Nel 1849 partecipò  alla difesa di Roma.  Alla caduta della Repubblica Romana prese la via dell'esilio lontano dalla famiglia, a Parigi.
Nel 1859, dopo un decennio in Francia che fece diminuire drasticamente la sua ricchezza, tornò in Italia ed entrò nell'Esercito sabaudo che, non sappiamo per quale motivo, gli riconobbe il grado di tenente colonnello. Nel 1861 fu impiegato controvoglia nella lotta al brigantaggio nel beneventano e in Molise. Non fu impiegato nella III guerra d'Indipendenza, con suo disappunto, e tra 1868 e 1873 presiedette il tribunale militare di Milano.
I rapporti con la moglie, che si era stabilita a Torino durante il suo servizio militare, già incrinati dalla distanza creata dal lungo esilio e dal dissesto economico subito dal patrimonio familiare, furono ancora più deteriorati dal fondato sospetto che l'ultima figlia non fosse sua ma del re d'Italia Vittorio Emanuele II di Savoia. La moglie comunque ricevette una grossa somma dalla corte sabauda e altre continuò a chiederne negli anni, in una sorta di ricatto.
Abbandonata la famiglia, seguì l'attrice Adelaide Ristori, conosciuta a Parigi, nella tournée che la compagnia teatrale intraprese per il mondo, in Sudamerica, Stati Uniti e Australia, dall'aprile del 1874 all'inizio del 1876. Da tale viaggio trasse il libro Viaggio per il mondo colla Ristori.
Tornò a vivere a Roma, dove morì il 18 febbraio 1887; vennero celebrati funerali religiosi nonostante le sue volontà e fu tumulato nel cimitero di Torre San Patrizio.
A Bartolomeo Galletti è stata dedicata una via a Roma e un busto al Gianicolo.